# Sent Junian de Belac
Lo Pitit Sent Junian (en francès Saint-Junien-les-Combes) és un municipi francès situat al departament de l'Alta Viena i a la regió de la Nova Aquitània.

## Demografia
| 1962                                       | 1968 | 1975 | 1982 | 1990 | 1999 | 2007 |
| ------------------------------------------ | ---- | ---- | ---- | ---- | ---- | ---- |
| 216                                        | 310  | 282  | 247  | 215  | 215  | 204  |
| Des de 1962: població sense dobles comptes |      |      |      |      |      |      |

## Administració
| Període   | Identitat         | Partit |
| --------- | ----------------- | ------ |
| 2001-2008 | Yvonne Déchérat   |        |
| 2008-     | Agnès Munkkoefoed |        |